# Ceratosolen dentifer
Ceratosolen dentifer är en stekelart som beskrevs av Wiebes 1963. Ceratosolen dentifer ingår i släktet Ceratosolen och familjen fikonsteklar. Inga underarter finns listade i Catalogue of Life.